# Telemarken (skiën)

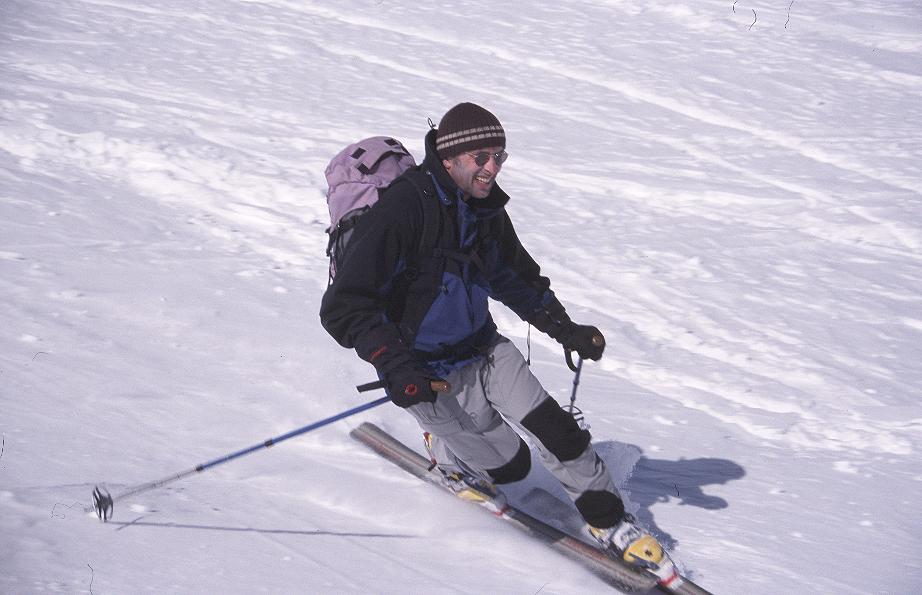
Telemarken

Telemarken is een vorm van skiën. Het verschil met het gebruikelijke alpineskiën is de bochtentechniek die mogelijk wordt gemaakt door een andere binding, waarbij slechts de voorvoet vast met de ski verbonden is, plus schoenen die in de voorvoet buigzaam zijn. Kenmerkend is dat beide benen apart en verder gebogen worden dan in het gewone skiën, waarbij het binnenste been (de bergski) naar achteren wordt geschoven en de hiel los komt van de ski. Vandaar ook de Engelse benaming freeheel-skiing. Het is een sierlijkere techniek dan de gewone alpinetechniek. De afdaaltechniek telemark is genoemd naar de Noorse provincie Telemark.
Telemarken is een oervorm van de afdalingstechniek, die door de Noor Sondre Norheim al vóór 1868 werd ontwikkeld. Later beleefde deze techniek een heropleving door de introductie van modernere uitrusting: hogere en stijvere kunststofschoenen, verbeterde (veiligheids)bindingen en (later) gebruik van moderne getailleerde (carve)ski's. Ook de specifieke carvingtechniek is daardoor op telemarkski's mogelijk.
Net zoals bij het gewone skiën, kan er ook getoerd worden met een telemarkuitrusting. De schoenen zelf lenen zich al voor het 'lopen' op ski's, doordat ze buigzaam zijn. Nog beter echter zijn speciale bindingen die een extra scharnierpunt hebben.
De telemarktechniek kan in principe ook met diverse varianten van langlaufuitrusting worden uitgevoerd, maar is dan (veel) moeilijker door de eventuele afwezigheid van staalkanten, slappere (leren) schoenen en door de langere, minder getailleerde en veel stijvere ski's.

## Uitrusting
Specifieke uitrusting in afwijking van gewoon alpineskiën.

### Bindingen
Tezamen met de schoenen maken de bindingen de essentie van het telemarken mogelijk. Fundamenteel is dat ze alleen de voorvoet met de ski's verbinden. Traditioneel wordt dit bereikt door schoenen met een extra lip aan de voorkant in een beugel van de binding te schuiven, terwijl aan de achterkant de schoen aangetrokken wordt door een kabelsysteem met daarin veren. Men spreekt hier over de 75 mm-norm. Dit systeem is in wezen nog onveranderd, zij het dat het gemoderniseerd is met moderner materiaal zoals roestvrij staal en bijvoorbeeld met compressieveren in plaats van extensie-veren.
Een daadwerkelijke toevoeging aan het systeem was de introductie van veiligheidsbindingen, in navolging van het gewone alpineskiën. Dit maakt het mogelijk dat de schoen of de hele binding uitbreekt bij een te hoge belasting. De uitbreekkracht is daarbij instelbaar, afhankelijk van het postuur. Uiteraard is het de bedoeling om schoen of binding weer terug te kunnen plaatsen, zodat vervolgens door kan worden geskied. 
Een verbindingskabel met de schoen is ook zonder veiligheidsbindingen noodzakelijk om te voorkomen dat de ski ervandoor gaat.
Voor het toeren zijn er ook scharniersystemen bedacht die het 'lopen' verlichten en bovendien het keren in een zigzagspoor (met behulp van een schopbeweging) een stuk eenvoudiger maken. De binding heeft een loop- en een skistand waartussen overgeschakeld moet worden. 
Een geheel nieuw concept is de 'Nieuwe Telemark Norm', waarbij de schoen uitsluitend aan de voorzijde met de binding wordt verbonden, via een instapsysteem. Hierin is ook een toer- en een uitbreeksysteem geïntegreerd, terwijl de binding uitklappende rempootjes heeft in plaats van een vanglijn. Het is noodzakelijk bijpassende schoenen te kopen. Voordelen waren het makkelijk in- en uitstappen, een stijvere verbinding tussen schoen en ski, een 'alles-in-een-systeem' inclusief uitbreken en toeren. Nadelen waren een hoge prijs, de noodzaak andere schoenen te kopen en technische problemen. Het systeem is tot dusver nog niet erg aangeslagen.

### Schoenen
De ontwikkeling van hogere en stijvere moderne kunststofschoenen waren, tezamen met stijvere bindingen, cruciaal voor de heropleving van de sport. De essentie zat in de ontwikkeling van plooien op de voorvoet zodat die kan buigen. Cruciaal waren materialen die hier niet op kapotgingen. Voor het overige zijn het gewone moderne schoenen, die worden uitgebracht door merken die ook alpinemodellen voeren. Er is variatie in hoogte, stijfheid en gewicht. Dat laatste is vooral voor het toeren van belang.

### Ski's
Eigenlijk kan men elke gewone moderne ski gebruiken door er een telemarkbinding op te zetten. Eventueel kan men kiezen voor iets soepelere ski's.

### Stokken
De stokken onderscheiden zich slechts doordat men een iets kortere lengte zal gebruiken. Verstelbare stokken kunnen handig zijn als men wil schakelen tussen telemarken en alpineskiën. Voor toeren zijn zij handig voor aanpassing aan verschillende steiltes van het terrein.

### Kniebeschermers
Het is aan te bevelen om kniebeschermers te gebruiken voor bescherming van de erg laag hangende knieën tegen bijvoorbeeld stenen. Ze kunnen onder of over een (over)broek gedragen worden. Er zijn speciale modellen ontwikkeld voor het telemarken.
De stokken worden tevens gebruikt voor de balans.

## Populariteit
Ondanks de heropleving wordt de sport door slechts een relatief klein aantal mensen beoefend en waarschijnlijk zal dat ook zo blijven. Redenen zijn investering in de speciale uitrusting en het moeten aanleren van een nieuwe (iets complexere) techniek. In Nederland zijn er naar schatting enkele honderden die het beoefenen.

### Verenigingen
In veel landen zijn telemarkverenigingen opgericht die activiteiten organiseren en in het algemeen een bindend element vormen.

### Festivals en wedstrijden
Hieruit voortvloeiend is er een aantal telemarkfestivals dat telemarkers internationaal bij elkaar brengt voor alles met telemarken en telemarkers: pisteskiën, toerskiën, instructie, (informele) wedstrijden, lezingen en sociale activiteiten. In Europa is er ook een aantal. Het bekendste is dat van Livigno (Italië), dat een week duurt en ongeveer duizend mensen trekt. Daarnaast zijn er festivals in bijvoorbeeld het Kleinwalsertal (Oostenrijk), Davos (Zwitserland) en Chabanon (Frankrijk). Telemark Nederland organiseert ieder jaar het Dutch Telemark Event.
Er bestaat ook een aantal speciale telemarkwedstrijden waarvoor serieuze wedstrijdteams bestaan. 